# 厚唇下美鮨
厚唇下美鮨，為輻鰭魚綱鱸形目鱸亞目鮨科的其中一種，分布於西大西洋區，從美國北卡羅萊納州至墨西哥灣、加勒比海；東太平洋的加拉巴哥群島海域，棲息深度可達30-400公尺，體長可達160公分，為底棲性魚類，屬肉食性，以魚類、甲殼類、烏賊等為食，可做為食用魚及遊釣魚。

## 擴展閱讀
- 厚唇下美鮨的图片 （页面存档备份，存于）